# Echinorhyncha manzurii
Echinorhyncha manzurii är en orkidéart som först beskrevs av Pedro Ortiz Valdivieso, och fick sitt nu gällande namn av Patricia A. Harding och Manzur. Echinorhyncha manzurii ingår i släktet Echinorhyncha och familjen orkidéer.
Artens utbredningsområde är Colombia. Inga underarter finns listade i Catalogue of Life.